# 924 Gilman Street
924 Gilman Street est une salle de concert de Berkeley.

## Histoire
Le premier concert s'y tient le 31 décembre 1986. C'est là que le groupe Operation Ivy donne son premier concert et que Green Day, Rancid, AFI et The Offspring se révèlent au public de la région de l'East Bay.